# Leptogenys lucidula
Leptogenys lucidula är en myrart som beskrevs av Carlo Emery 1895. Leptogenys lucidula ingår i släktet Leptogenys och familjen myror. Inga underarter finns listade i Catalogue of Life.